# Jučas
Jučas ist ein litauischer männlicher Familienname.

## Weibliche Formen
- Jučaitė (ledig)
- Jučienė (verheiratet)

## Namensträger
- Jonas Jučas (* 1952),  Chordirigent und Politiker
- Mečislovas Jučas (* 1926), Historiker